# Jagiellonian Journal of Management
Jagiellonian Journal of Management – czasopismo naukowe Instytutu Ekonomii, Finansów i Zarządzania Uniwersytetu Jagiellońskiego w Krakowie wydawane od 2015 roku.
Jest anglojęzycznym czasopismem naukowym ukazującym się kwartalnie online, którego tematyka koncentruje się na problematyce współczesnego zarządzania. 
Na jego łamach naukowcy, badacze i praktycy podejmują dyskusje dotyczące:
- rozwoju i wyników stosowania nowoczesnych koncepcji, metod i narzędzi zarządzania,
- dziedzinowych problemów zarządzania (w tym marketingu, logistyki, finansów, zarządzania zasobami ludzkimi),
- strategii i procesów zarządzania w organizacjach z różnych sektorów